# Fred van Zutphen
Franciscus Cornelus Leonardus Wilhelmus (Fred) van Zutphen (Veghel, 7 januari 1971) is een Nederlands boogschutter.
Van Zutphen begon als vijftienjarige met boogschieten. Hij deed mee aan het boogschieten op de Olympische Zomerspelen 2000 in Sydney, met teamgenoten Wietse van Alten en Henk Vogels. Hij bereikte in de individuele ronde de achtste finale, maar verloor van Fransman Sébastien Flute. Het team werd al in de eerste ronde uitgeschakeld.
Hij stapte over van de recurveboog naar de compoundboog en werd lid van het nationaal heren compoundteam. Dit team won onder andere bij de World Cup boogschieten meerdere medailles. In juni 2006 schoot hij daar met Peter Elzinga en Emiel Custers een nieuw Europees record, met 4166 punten. Van Zutphens hoogste plaats (eerste) op de FITA-wereldranglijst behaalde hij in mei 2004.
Van Zutphen werkt in een gespecialiseerd winkel voor boogschieten.

## Palmares
| 1995 WK indoor (individueel) 2003 5e WK indoor (team) 2004 EK indoor (individueel) EK indoor (team) | 2006 World Cup, stage 1 (team) World Cup, stage 2 (team) World Cup, stage 3 (team) 2007 World Cup, stage 1 (individueel) | 2009 World Cup, stage 3 (team) |

Op 8 augustus 2009 schoot Fred een nieuw persoonlijk record voor de hele fita ronde in Stein. De score was 1402 punten en hij zette zich hiermee meteen op de lijst van de 1400 schutters. De dag erna schoot hij er nog 2 punten bovenop met 1404 punten.